# Kick Sauber C44
Kick Sauber C44 – samochód Formuły 1 skonstruowany przez Kick Sauber, uczestniczący w sezonie 2024. Jego kierowcami byli Zhou Guanyu i Valtteri Bottas.

## Charakterystyka
Samochód został znacznie zmodyfikowany w porównaniu do poprzednika – Alfy Romeo C43. W celu poprawy wydajności aerodynamicznej samochodu przeprojektowano przednie zawieszenie, sekcje boczne, pokrywę silnika, nos i przedni spojler. Pojazd został zaprezentowany 5 lutego 2024 roku w Londynie.

## Wyniki
| Legenda oznaczeń w tabelach wyników Wyświetl szablon na nowej stronie | Legenda oznaczeń w tabelach wyników Wyświetl szablon na nowej stronie                                                                     |
| Oznaczenie                                                            | Wyjaśnienie |
| --------------------------------------------------------------------- | --- |
| Złoty                                                                 | Zwycięzca lub mistrzostwo |
| Srebrny                                                               | 2. miejsce lub wicemistrzostwo |
| Brązowy                                                               | 3. miejsce lub II wicemistrzostwo |
| Zielony                                                               | Ukończył, punktował (w klasyfikacji generalnej, gdy zdobył co najmniej jeden punkt na przestrzeni sezonu, poza trzema powyższymi opcjami) |
| Niebieski                                                             | Ukończył, nie punktował (w klasyfikacji generalnej, gdy nie zdobył co najmniej jednego punktu na przestrzeni sezonu)                      |
| Czerwony                                                              | Nie zakwalifikował się (NZ) |
| Czerwony                                                              | Nie prekwalifikował się (NPK) |
| Różowy                                                                | Nie ukończył (NU) |
| Różowy                                                                | Niesklasyfikowany (NS) (w klasyfikacji generalnej, gdy nie został sklasyfikowany w żadnym wyścigu sezonu)                                 |
| Czarny                                                                | Zdyskwalifikowany (DK) |
| Czarny                                                                | Wykluczony (WYK/EX) |
| Biały                                                                 | Nie wystartował (NW) |
| Biały                                                                 | Kontuzjowany (K/INJ) |
| Biały                                                                 | Wyścig odwołany (OD/C) |
| Bez koloru                                                            | Został wycofany (WYC/WD) |
| Bez koloru                                                            | Nie przybył (NP/DNA) |
| Bez koloru                                                            | Nie brał udziału w treningach (NT/DNP) |
| Bez koloru                                                            | Nie został zgłoszony (–) |
| Pogrubienie                                                           | Start z pole position |
| Kursywa                                                               | Najszybsze okrążenie wyścigu |
| †                                                                     | Nie ukończył, ale jego rezultat został zaliczony ze względu na przejechanie więcej niż 90% dystansu wyścigu.                              |
| *                                                                     | Sezon w trakcie |
| 1/2/3                                                                 | Punktowana pozycja w sprincie kwalifikacyjnym                                                                                             |
| Lista systemów punktacji Formuły 1                                    | |

| Sezon | Konstruktor         | Kierowcy        | Wyniki w poszczególnych eliminacjach | Wyniki w poszczególnych eliminacjach | Wyniki w poszczególnych eliminacjach | Wyniki w poszczególnych eliminacjach | Wyniki w poszczególnych eliminacjach | Wyniki w poszczególnych eliminacjach | Wyniki w poszczególnych eliminacjach | Wyniki w poszczególnych eliminacjach | Wyniki w poszczególnych eliminacjach | Wyniki w poszczególnych eliminacjach | Wyniki w poszczególnych eliminacjach | Wyniki w poszczególnych eliminacjach | Wyniki w poszczególnych eliminacjach | Wyniki w poszczególnych eliminacjach | Wyniki w poszczególnych eliminacjach | Wyniki w poszczególnych eliminacjach | Wyniki w poszczególnych eliminacjach | Wyniki w poszczególnych eliminacjach | Wyniki w poszczególnych eliminacjach | Wyniki w poszczególnych eliminacjach | Wyniki w poszczególnych eliminacjach | Wyniki w poszczególnych eliminacjach | Wyniki w poszczególnych eliminacjach | Wyniki w poszczególnych eliminacjach | Wyniki kierowców | Wyniki kierowców | Wyniki konstruktora | Wyniki konstruktora |
| 2024  |                     |                 | Bahrajn                              | Arabia Saudyjska                     | Australia                            | Japonia                              |                                      | Stany Zjednoczone                    | Emilia-Romania                       | Monako                               | Kanada                               | Hiszpania                            | Austria                              | Wielka Brytania                      | Węgry                                | Belgia                               | Holandia                             | Włochy                               | Azerbejdżan                          | Singapur                             | Stany Zjednoczone                    | Meksyk                               |                                      | Stany Zjednoczone                    | Katar                                |                                      | Pkt.             | Msc.             | Pkt.                | Msc.                |
| ----- | ------------------- | --------------- | ------------------------------------ | ------------------------------------ | ------------------------------------ | ------------------------------------ | ------------------------------------ | ------------------------------------ | ------------------------------------ | ------------------------------------ | ------------------------------------ | ------------------------------------ | ------------------------------------ | ------------------------------------ | ------------------------------------ | ------------------------------------ | ------------------------------------ | ------------------------------------ | ------------------------------------ | ------------------------------------ | ------------------------------------ | ------------------------------------ | ------------------------------------ | ------------------------------------ | ------------------------------------ | ------------------------------------ | ---------------- | ---------------- | ------------------- | ------------------- |
| 2024  | Kick Sauber-Ferrari | Zhou Guanyu     | 11                                   | 18                                   | 15                                   | NU                                   | 14                                   | 14                                   | 15                                   | 16                                   | 15                                   | 13                                   | 17                                   | 18                                   | 19                                   | NU                                   | 20                                   | 18                                   | 14                                   | 15                                   | 19                                   | 15                                   | 15                                   | 13                                   | 8                                    | 13                                   | 4                | 20               | 4                   | 10                  |
| 2024  | Kick Sauber-Ferrari | Valtteri Bottas | 19                                   | 17                                   | 14                                   | 14                                   | NU                                   | 16                                   | 18                                   | 13                                   | 13                                   | 16                                   | 16                                   | 15                                   | 16                                   | 15                                   | 19                                   | 16                                   | 16                                   | 16                                   | 17                                   | 14                                   | 13                                   | 18                                   | 11                                   | NU                                   | 0                | 22               | 4                   | 10                  |